# Peter Mertes
Peter Mertes KG este o companie producătoare de vinuri⁠(d) din landul german Renania-Palatinat, considerată în prezent drept cea mai importantă companie producătoare de vinuri din Germania.
Compania este administrată ca o afacere de familie: vânzările anuale erau estimate în anul 2022 la peste 2,5 milioane de hectolitri de vin și generau o cifră de afaceri anuală de peste 300 de milioane de euro. Personalul companiei este format din aproximativ 400 de angajați. Peter Mertes produce mărci de producător⁠(d) și mărci private⁠(d) de vinuri, care sunt vândute prin supermarketurile alimentare germane și internaționale. Compania are sediul în orașul Bernkastel-Kues din regiunea Mittelmosel⁠(d). Portofoliul companiei include sute de mărci de vin precum Käfer, Bree, Biorebe, Landlust, Maybach sau Rotwild și mărcile de vin spumant City și Deinhard⁠(d). În calitate de partener de licență, Peter Mertes produce și vinuri sub marca magazinului de delicatese fine Feinkost Käfer⁠(d) din München.

## Istoric

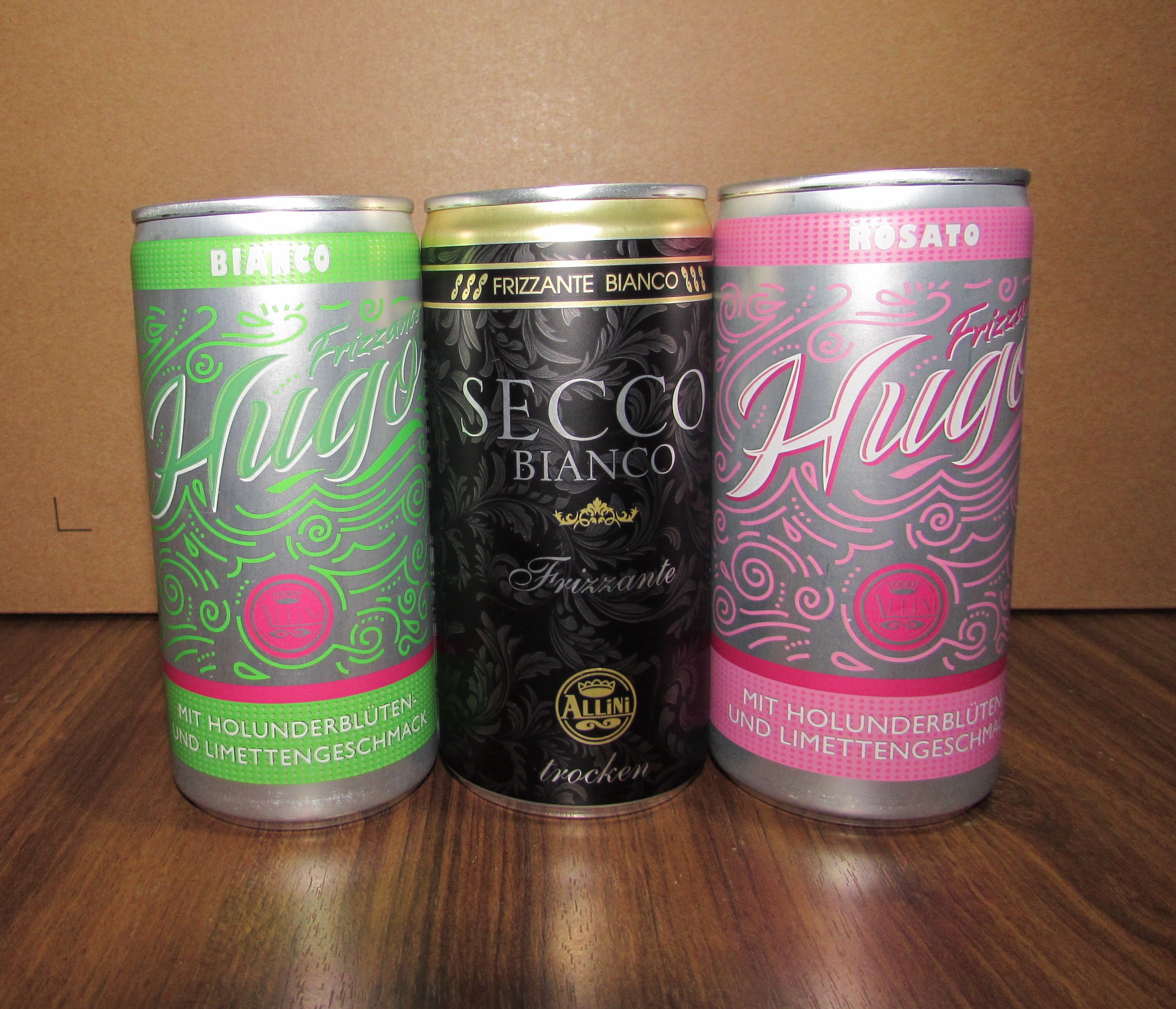
Trei doze de băuturi produse de compania germană Peter Mertes: două cocktailuri aromatizate Hugo Frizante (Bianco și Rosato) din produse vitivinicole, cu aromă de flori de soc și lime (6,5) și un vin perlant alb Secco Bianco Frizzante (10%).

Compania a fost fondată în anul 1924 de maestrul vinificator și proprietarul de cramă Peter Mertes (1898–1951) în comuna Minheim din landul Renania-Palatinat și s-a ocupat de producția și vânzarea vinurilor din regiunea viticolă Moselle⁠(d). După moartea sa, conducerea companiei a fost preluată în 1952 de ginerele său, Gustav Willkomm⁠(d) (1915–1973), care a extins activitatea în anii 1950 în regiunile viticole Rheinhessen⁠(d) și Pfalz (Palatinat)⁠(d). El a intenționat să transforme vinul într-un produs de supermarket (în germană supermarktfähig), făcându-l disponibil unei mase mari de consumatori. Gama de produse a fost extinsă în anii 1960 cu vinuri produse în regiunile Rheingau⁠(d) și Nahe⁠(d). Michael Willkomm (n. 1949), fiul lui Gustav, care a deținut conducerea companiei în anii 2000, a impus o politică agresivă de prețuri foarte reduse, sub cele practicate de concurenții săi, și s-a impus astfel pe piața germană ca principalul comerciant de vinuri.
Peter Mertes KG a achiziționat la 1 septembrie 2020 marca tradițională de vin spumant Deinhard⁠(d), cu o istorie de 126 de ani, de la compania Henkell & Co. Sektkellerei, la acea vreme o subsidiară a grupului alimentar Dr. August Oetker KG. Marca Deinhard avea un grand de conștientizare de 70% în rândul populației germane și era exportată în numeroase țări, fiind cel mai vândut vin german din Canada. Prin achiziția acestei mărci, Peter Mertes KG și-a extins gama de produse, care mai conținea în acea vreme un spumant: sortimentul Secco al mărcii „Käfer”.
Peter Mertes își aprovizionează acum vinurile dintr-o gamă diversă de regiuni viticole din întreaga lume. În 2022, compania a produs peste 2,5 milioane de hectolitri de vin și a realizat o cifră de afaceri anuală de peste 300 de milioane de euro. Un milion de sticle de vin erau îmbuteliate în fiecare zi, iar depozitul avea spațiu pentru mai mult de 50 de milioane de litri. Compania deține cea mai mare pivniță barică din Germania, o pivniță cu bolți de ardezie din secolul al XIX-lea, care are o lungime de 240 m, cu 1.500 de butoaie barice de 225 l, în care este învechit⁠(d) vinul din soiul Dornfelder⁠(d).
Compania Peter Mertes comercializează numeroase sortimente standardizate de vinuri printr-o rețea mare de supermagazine germane precum Aldi, Lidl, Rewe, Edeka și Tengelmann. Produsele ei pot fi găsite astăzi în toate provinciile Germaniei și pe multe piețe externe (îndeosebi din Europa și Statele Unite ale Americii).

## Peter Mertes Familienweingüter
Cramele companiei sunt grupate în cadrul companiei Peter Mertes Familienweingüter KG. Aceasta include podgorii separate, precum și vinării tradiționale care funcționează independent.
Peter Mertes Familienweingüter achiziționează afaceri vinicole fără succesori, investește în echipamente moderne și repoziționează cramele pe piețele de vinuri. Scopul companiei este de a conserva podgorii vechi de secole din regiunea viticolă locală. Sunt cultivate în total aproximativ 120 de hectare de podgorii pe văile râurilor Moselle, Saar și Ruwer. Portofoliul vinăriei include podgorii cunoscute precum Bernkasteler Doctor⁠(d), Ockfener Bockstein⁠(d) sau Wehlener Sonnenuhr⁠(d) și crame tradiționale ca Witwe Dr. H. Thanisch Erben Müller-Burggraef, care deține podgoria Doctorkeller aflată chiar sub podgoria Bernkasteler Doctor.

## Bursa Peter Mertes
Începând din 1985 asociația artistică non-profit Bonner Kunstverein⁠(d) acordă bursa Peter Mertes, în urma selecției unui grup de experți care se schimbă anual. Premiul constă într-o subvenție lunară acordată pe parcursul unui an și apoi într-o expoziție specială cu catalog și se adresează în mod expres „artiștilor tineri, care tocmai și-au încheiat pregătirea”. În plus, compania Peter Mertes și asociația Bonner Kunstverein vor să ajute artiștii „să creeze mai mult spațiu pentru activitatea lor într-o perioadă de mare incertitudine”.